# Lucyfer (komiks)
Lucyfer to amerykańska seria komiksowa, której twórcami są Neil Gaiman, Sam Keith i Mark Dringenberg. Cykl pisany przez Mike’a Careya ukazywał się w oryginale nakładem imprintu Vertigo wydawnictwa DC Comics od 1999 do 2006 roku w formie miesięcznika; łącznie ukazało się 75 zeszytów, które następnie zebrano w 11 zbiorczych tomów. W tej formie seria Lucyfer ukazała się po polsku nakładem wydawnictwa Egmont Polska.

## Fabuła
Seria opowiada o losach upadłego anioła o imieniu Lucyfer, który osiadł we współczesnym Los Angeles, gdzie prowadzi klub nocny „Lux”. Pod maską czarującego mężczyzny, lubiącego luksus i dobre wino ukrywa okrucieństwo, cynizm i egoizm. Kieruje się jednak swoistym kodeksem honorowym, nigdy nie kłamiąc.
Lucyfer ukazany jest jako druga najpotężniejsza istota we Wszechświecie (po Jahwe, w komiksie nazywanym Bogiem Przymierza). Pasterz Słońc, wykorzystując dawne znajomości, ponadprzeciętne zdolności planowania i wrodzoną nonszalancję, doprowadza do wybuchu drugiej rewolucji przeciw Stwórcy, która kończy się ukoronowaniem odwiecznych starań Upadłego Anioła – awansuje na Boga. Prowadzi to do konfrontacji Lucyfera z wieloma nadnaturalnymi istotami. Akcja komiksu kilkakrotnie splata się z wydarzeniami z pokrewnej serii Sandman autorstwa Neila Gaimana (to w tym cyklu w 1989 roku po raz pierwszy pojawiła się komiksowa postać Lucyfera). To Gaiman był autorem pomysłu, aby jego wygląd zewnętrzny wzorowany był na Davidzie Bowie.

## Tomy
1. Diabeł na progu (The Devil In The Gateway), 2001, wydanie polskie 2008
2. Dzieci i potwory (Children and Monsters), 2002, wyd. pol. 2008
3. Potępieńcze związki (A Dalliance With The Damned), 2002, wyd. pol. 2009
4. Boska komedia (The Divine Comedy), 2003, wyd. pol. 2009
5. Inferno (Inferno), 2004, wyd. pol. 2010
6. Dworce ciszy (Mansions of the Silence), 2004, wyd. pol. 2010
7. Exodus (Exodus), 2005, wyd. pol. 2011
8. Wilk pod drzewem (The Wolf Beneath the Tree), 2005, wyd. pol. 2012
9. Przełom (Crux), 2006, wyd. pol. 2013
10. Gwiazda zaranna (Morningstar), 2006, wyd. pol. 2014
11. Kompleta (Evensong), 2007, wyd. pol. 2015